# 자발알아크다르주

자발알아크다르주

자발알아크다르주(아랍어: الجبل الأخضر)는 리비아 북동부에 위치한 주로, 주도는 베이다이며 면적은 19,630km2, 인구는 203,156명(2006년 기준)이다. 주 이름은 아랍어로 "초록색 산"을 뜻한다. 북쪽으로는 지중해, 동쪽으로는 데르나주, 남쪽으로는 알와하트주, 서쪽으로는 마르즈주와 인접해 있다.